# Mantèl·lids
Els mantèl·lids (Mantellidae) són una família de granotes que està classificada dins del subordre Neobatrachia. Són granotes que es troben a les illes de Madagascar i Mayotte.
Són una família diversa, tant pel que fa a morfologia com a hàbitat. La majoria d'espècies són terrestres, tot i que n'existeixen d'aquàtiques i d'arbòries (per exemple el gènere Boophis és molt similar a les granotes arbòries). La seva mida varia entre els 3 i els 10 cm de llargada. Com a exemple de diversitat dins la família trobem també el gènere Mantella, amb certes similituds amb les granotes verinoses de dards de Sud-amèrica, com per exemple una coloració vistosa que alerta de la producció de toxines alcaloidees.
Cal destacar l'ús de diverses espècies d'aquesta família com a animals de companyia.